# Ruhe auf der Flucht nach Ägypten (Caravaggio)
Die Ruhe auf der Flucht nach Ägypten ist ein Gemälde von Caravaggio, das heute in der Galleria Doria Pamphilj in Rom aufbewahrt wird. Es gilt als eines der Meisterwerke aus Caravaggios früher Schaffensperiode.
Das großformatige Gemälde (135,5 × 166,5 cm) ist undatiert, man nimmt eine Entstehung um 1594 an. Der Auftraggeber ist nicht bekannt, wird jedoch im Umkreis der Oratorianer des heiligen Philipp Neri vermutet.

## Beschreibung
Das Gemälde stellt eine Szene auf der Flucht nach Ägypten dar.
Das Bild wird von einem musizierenden Engel in Rückenansicht dominiert, der mit seinen Flügeln das Bild in zwei Teile teilt: rechts Maria mit dem Kind, links im Hintergrund ein Esel, davor der Engel und Joseph, der ein Notenblatt hält. Das dargestellte Musikstück konnte identifiziert werden, es handelt sich um eine Motette des flämischen Komponisten Noel Bauldeweyn (ca. 1480–1529/30) über einen Text des Hoheliedes: Quam pulchra es et quam decora, carissima, in deliciis! Statura tua assimilata est palmae, et ubera tua botris. (Hld 7,7,8 ).
Die Landschaftsdarstellung im Hintergrund rechts ist untypisch für Caravaggio, nur in seiner Opferung Isaaks ist die Landschaft ähnlich prominent vertreten. Mit der detailgetreuen Darstellung der Korbflasche links vorne enthält das Bild auch Elemente eines Stilllebens.

Detail: Joseph hält ein Notenblatt mit der Motette Quam pulchra es; davor die gerissene Saite der Geige des Engels

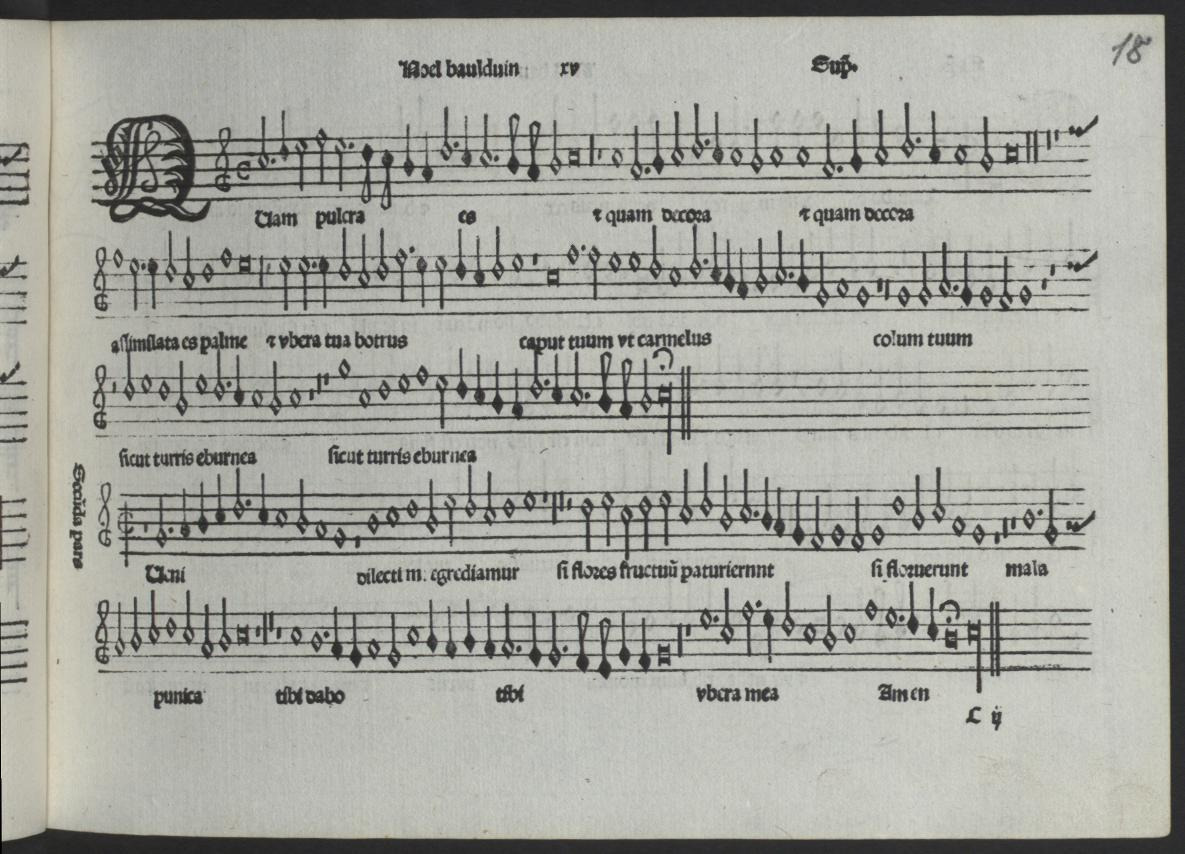
Motette Quam pulchra es von Noel Bauldeweyn

## Deutung
Wie viele große Kunstwerke lässt auch dieses verschiedene Interpretationen zu. Über die Bedeutung verschiedener Elemente – z. B. über die Motette Quam pulchra es oder über die gerissene Saite der Geige des Engels – wurden die unterschiedlichsten Spekulationen angestellt.
Trotz des biblischen Sujets lässt sich auch eine homoerotische Deutung nicht ausschließen: Dafür spricht die lasziv wirkende Pose des Engels sowie der Umstand, dass das weiße Tuch zwar seinen nackten Körper vor den Augen des Betrachters verhüllt, nicht jedoch vor dem Blick Josephs.